# Mola (anatomia)
Mola – część żuwaczek u niektórych sześcionogów i skorupiaków. Jej funkcją jest rozdrabnianie lub przeżuwanie pokarmu.
U jętek mola to proksymalno-środkowy wyrostek żuwaczki, zwrócony dystalną krawędzią do dystalnej krawędzi żuwaczki przeciwległej. Krawędź dystalna pokryta jest gęsto ząbkowanymi listewkami. Tak zbudowaną molę Kluge uznaje za pierwotną dla żuwaczkowców. U niektórych grup jętek mola ulega redukcji do ząbka lub całkiem zanika.
U chrząszczy mola stanowi pogrubioną, rozszerzoną strukturę w nasadowej części żuwaczki, często uzbrojoną w ostre krawędzie lub wzgórki. Wśród larw dobrze rozwinięte mole mają Archostemata, Myxophaga i różne rodziny wielożernych. Mola nie występuje u większości chrząszczy drapieżnych oraz kałużnicokształtnych, z wyjątkiem Hydraenidae.